# Atol Kure
L'atol Kure (en hawaià Mokupāpapa, històricament Ocean Island) forma part de les illes de Sotavent de Hawaii. Està situat a l'extrem oest de l'arxipèlag, a 91 km a l'oest de Midway.

## Geografia
Kure és l'atol més septentrional del món. És a prop del que s'anomena "punt Darwin", la latitud on el creixement de l'escull de corall és igual a les forces que provoquen la seva erosió. L'atol té una forma quasi circular de 10 km de diàmetre. L'altitud màxima és de 6,1 m. Només hi ha dos illots significatius al sud de l'escull, Green Island i Sand Island, formant una superfície total de 0,86 km².

## Història
L'atol Kure porta el nom del capità rus Kure que el va descobrir, el 1827, amb el vaixell Moller. La història de Kure està plena de naufragis i rescats. El 1837 hi naufragà el capità Brown del vaixell anglès Gledstanes. Durant cinc mesos van sobreviure a l'illot Green. Amb les restes del naufragi van construir una barca que va arribar a Honolulu on el cònsol britànic va organitzar el rescat. El 1843 es va repetir la mateix història amb el balener nord-americà Parker. El 1870 l'expedició nord-americana del USS Saginaw, que havia anat a l'atol Midway, va decidir explorar Kure per si trobava algun nàufrag. Es va espatllar el motor i es van estavellar contra els esculls. Cinc voluntaris van fer el viatge en barca fins a Kauai, però van arribar tan extenuats que van bolcar a la platja i només en va sobreviure un.
El 1886 el rei Kalakaua en va prendre possessió pel regne de Hawaii amb el nom de Moku Papapa. Hi van construir un refugi amb provisions pels possibles nàufrags. Durant la Segona Guerra Mundial es va construir una base militar i una estació de transmissió de ràdio per a la navegació.